# Gianluca Gaudino
Gianluca Gaudino (Hanau, 11 november 1996) is een Duits voetballer die doorgaans als middenvelder speelt. Hij staat op dit moment onder contract bij BSC Young Boys.

## Clubcarrière
Gaudino is een jeugdproduct van Bayern München. In de voorbereiding op het seizoen 2014/15 werd hij door Pep Guardiola bij het eerste elftal gehaald. Op 13 augustus 2014 debuteerde hij voor Bayern München in de Duitse Supercup tegen Borussia Dortmund. Bayern verloor die wedstrijd met 2-0 na doelpunten van Henrich Mchitarjan en Pierre-Emerick Aubameyang. Zijn competitiedebuut vierde hij op 22 augustus 2014 op de openingsspeeldag van het seizoen 2014/15 tegen VfL Wolfsburg (2-1 winst). Nadien mocht hij ook invallen in competitiewedstrijden tegen VfB Stuttgart en Hannover 96. Op 10 december 2014 debuteerde Gaudino in de Champions League, in een wedstrijd tegen CSKA Moskou.

## Erelijst
| Competitie          |                |                |                |                |
| Competitie          | Aantal         | Jaren          |                |                |
| Bayern München      | Bayern München | Bayern München | Bayern München | Bayern München |
| ------------------- | -------------- | -------------- | -------------- | -------------- |
| Kampioen Bundesliga | 1x             | 2014/15        |                |                |

3 Hadjam ·
4 Zourkou ·
5 Husić ·
6 Pfeiffer ·
7 Ugrinic ·
8 Łakomy ·
9 Itten ·
10 Imeri ·
11 Colley ·
13 Camara ·
14 Chaiwa ·
15 Elia ·
17 Janko ·
20 Niasse ·
21 Virginius ·
22 Conté ·
23 Benito ·
24 Althekame ·
26 Von Ballmoos  ·
27 Blum ·
30 Lauper ·
31 Conte ·
33 Keller ·
35 Ganvoula ·
39 Males ·
40 Marzino ·
77 Monteiro ·
Coach: Magnin